# 宇宙微波背景輻射陣列
宇宙微波背景輻射陣列（Array for Microwave Background Anisotropy, AMiBA），又稱為李遠哲陣列（Yuan-Tseh Lee Array for Microwave Background Anisotropy, YTLA），是用來觀測宇宙微波背景辐射和星系團苏尼亚耶夫-泽尔多维奇效应的電波望遠鏡。位於夏威夷冒纳罗亚火山，海拔3396公尺。
AMiBA 目前有 13 個干涉儀安裝在其六角型平台上。觀測波長是 3 mm (86–102 GHz)，於2006年10月建設完成。7 個偵測苏尼亚耶夫-泽尔多维奇效应的組件於2007年開始進行觀測，2010年組件增加至 13 個。AMiBA 計畫由中央研究院天文及天文物理研究所、國立臺灣大學、澳洲天文台以及其他大學合作進行。

## 外部連結
- AMiBA（页面存档备份，存于）